# Asztaltársaság
Az asztaltársaság olyan baráti kör, amelynek tagjai meghatározott időközökben vendéglőkben vagy kávéházakban jönnek össze. 

## A név eredete
A szó a német Tisch és Gesellschaft szavak összetételének tükörfordításából jött létre.

## Egyesületként
A két világháború közötti magyar jog szerint, ha az asztaltársaság néven működő alakulat egyesületi szervezetű volt, a tagokra jogokat és kötelezettségeket állapított meg, vagy ha tevékenysége valamely társadalmi kihatású (politikai vagy jótékonysági) cél elérésére irányult, akkor az illető alakulatot, az alakulat nevére és a tagok számára való tekintet nélkül, egyesületnek kell tekinteni és az egyesületnek jóváhagyott alapszabályokkal kell bírnia.

## Forrás
Uj Idők Lexikona 3-4. Assistens - Börcs (Budapest, 1936) 559. old.